# Cyrtopogon nitidus
Cyrtopogon nitidus är en tvåvingeart som beskrevs av Cole 1924. Cyrtopogon nitidus ingår i släktet Cyrtopogon och familjen rovflugor. Inga underarter finns listade i Catalogue of Life.